# Kenny Everett
Kenny Everett (* 25. Dezember 1944 in Seaforth, Merseyside; † 4. April 1995 in London; bürgerlich Maurice James Christopher Cole) war ein populärer englischer Radio-DJ und Fernseh-Entertainer.

## Leben
Everett begann beim Piratensender Radio London als DJ im Dezember 1964. Zusammen mit Dave Cash moderierte er dort die The Kenny and Cash Show. Im August 1966 durfte er – zusammen mit Vertretern anderer Piratensender – die Beatles auf ihrer letzten US-Tournee begleiten. Im März 1967 wechselte er zum englischsprachigen Dienst von Radio Luxemburg. Sein derber Humor auf Sendung brachte ihm stets Schwierigkeiten, die ihn zum Wechsel des Senders zwangen.
Everett heiratete die Sängerin Lee 'Lady Lee' Middleton, Billy Furys frühere Freundin, im Jahr 1969.
Nach Aufenthalten bei Radio Monte Carlo und einigen britischen Lokalsendern landete er schließlich bei Capital Radio, als der Sender am 16. Oktober 1973 gegründet wurde.
Bei seiner Tätigkeit als DJ beim Londoner Sender Capital Radio wurde er von der Gruppe Queen im Oktober 1975 um Rat gefragt wegen der außergewöhnlichen Länge des noch nicht veröffentlichten Stückes Bohemian Rhapsody. Queens Plattenfirma fürchtete wegen der Überlänge, dass die vorgesehene Single im Radio kein Airplay erhalten würde. Everett spielte den Song 14 Mal während eines Wochenendes, die Resonanz war überwältigend. Daraufhin wurde die Single am 31. Oktober 1975 veröffentlicht und entwickelte sich zum Evergreen.
1978 ging er zu BFBS nach Köln.
1979 trennte sich Everett von Lee Middleton und bekannte sich Mitte der 1980er zu seiner Homosexualität.
Everett erfuhr 1989 von seiner Aidserkrankung und gab sie 1993 öffentlich bekannt. Er starb am 4. April 1995 im Alter von 50 Jahren an einer mit AIDS zusammenhängenden Erkrankung in Royal Borough of Kensington and Chelsea, London.

## Von Kenny Everett moderierte Shows

### Radio
- Kenny & Cash Show Radio London (1964–1965)
- Kenny Everett Show Radio Luxembourg (1966)
- Midday Spin BBC Radio 1 (1967)
- Everett is Here BBC Radio 1 Saturdays 10am-12midday (1968–1970)
- Kenny Everett Show BBC Local Radio (1971)
- Kenny Everett Show BBC Radio 1 Sundays 1-3pm (1972)
- Breakfast Show Capital Radio (1973–1974)
- Kenny Everett Show Capital Radio (1974–1980)
- Kenny Everett Show BBC Radio 2 Saturdays 11am-1pm (1981–1983)
- Kenny Everett Show Capital Radio Saturdays 11am-1pm (1983–1988)
- Weekday Afternoons Capital Gold 1-4pm (1988–1991)
- Weekday mid-mornings Capital Gold 9am-12midday (1991–1994)

### Television
- Nice Time Granada Television (1968)
- The Kenny Everett Explosion LWT (1970)
- The Kenny Everett Video Show Thames Television (1978–1980)
- The Kenny Everett Video Cassette Thames Television (1981)
- The Kenny Everett Television Show BBC (1981–1987)
- Brainstorm BBC -(1988)
- Gibberish BBC – (1992)